# (4058) Cecilgreen
(4058) Cecilgreen (1986 JV) – planetoida z grupy pasa głównego asteroid okrążająca Słońce w ciągu 5,23 lat w średniej odległości 3,01 j.a. Odkryta 4 maja 1986 roku.